# Ecoponte
Concessionária Ponte Rio-Niterói S/A, mais conhecida como  Ecoponte, é uma concessionária de rodovias brasileira fundada em 2015, responsável pela gestão de 13,2 quilômetros da Ponte Rio-Niterói. Seu controle acionário pertence à EcoRodovias.
A concessão para administrar e conservar a Ponte Rio–Niterói por 30 anos foi obtida em leilão realizado em 18 de março de 2015, onde a proposta foi a vencedora entre as 6 apresentadas. O contrato de concessão foi assinado em 18 de maio de 2015 e prevê investimentos de R$ 3,3 bilhões e a responsabilidade pela administração, manutenção, recuperação e outras melhorias na Ponte Rio-Niterói.

## Praças de pedágio
| Pedágio | km    | UF | Localidade/Município | Sentido |
| ------- | ----- | -- | -------------------- | ------- |
| 1       | 233,3 | RJ | Niterói              | Norte   |